# Panadés

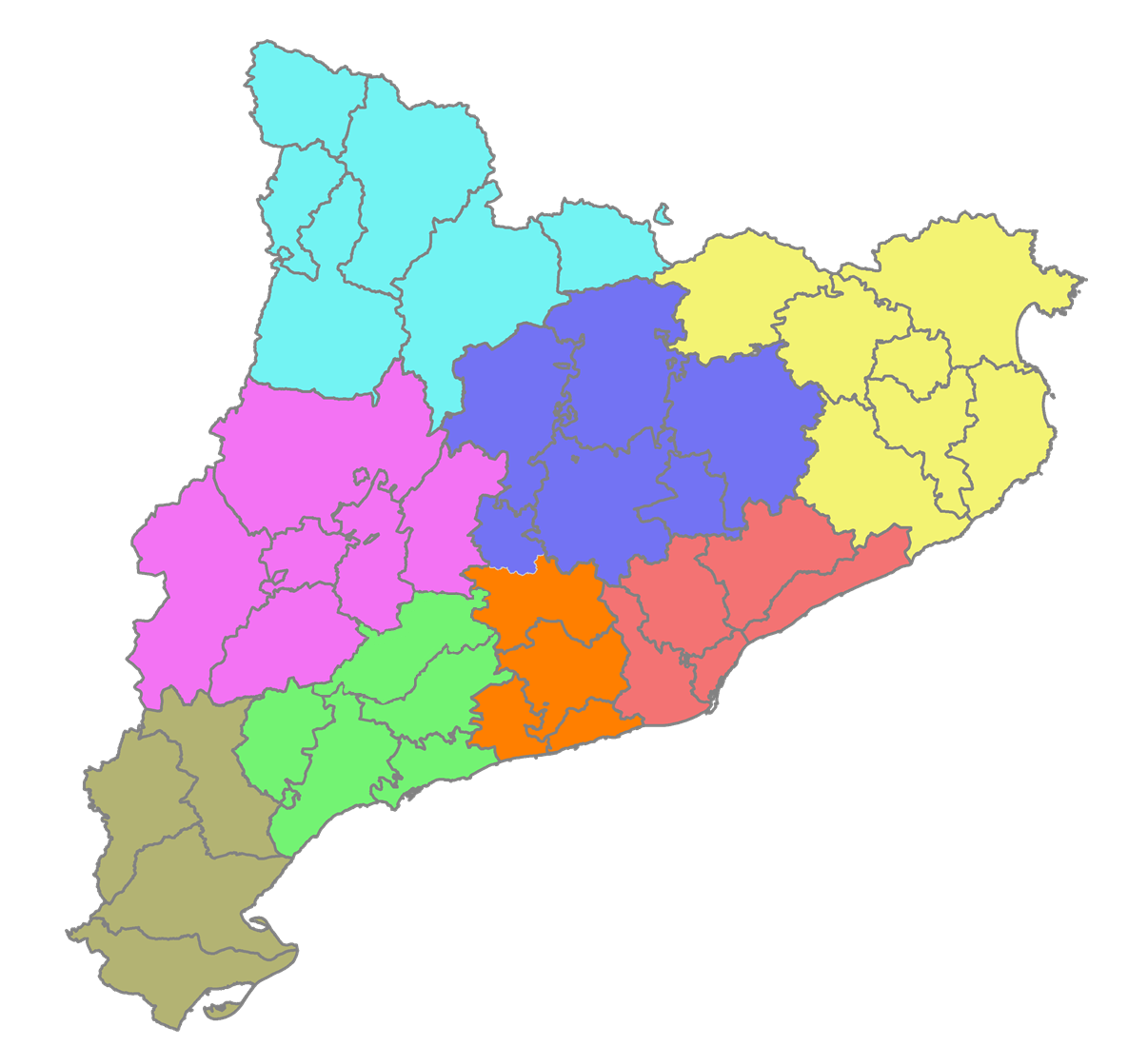
Ámbitos funcionales territoriales de Cataluña:
Ámbito metropolitano de Barcelona
Comarcas gerundenses
Campo de Tarragona
Tierras del Ebro
Poniente
Panadés
Comarcas centrales
Alto Pirineo y Arán

El Panadés (oficialmente en catalán Penedès) es un territorio histórico de la comunidad autónoma de Cataluña (España), que en la división comarcal de 1936 quedó subdividido en las comarcas catalanas de Noya, el Alto Panadés, el Garraf y el Bajo Panadés.
Se encuentra en las provincias de Barcelona y Tarragona.
Su gentilicio en español no tiene tradición; en catalán es penedesenc y penedesenca.
El territorio cuenta con una denominación de origen de vinos homónima.

Mapa comarcal donde aparece el Panadés unificado

El Panadés histórico y en la parte superior Alta Segarra (Parte de Noya)

## Ámbito funcional territorial
Desde febrero de 2017, se convirtió en uno de los ámbitos funcionales del Plan territorial general de Cataluña, en que la Generalidad dividió la comunidad autónoma, el octavo, para una hipotética sustitución de las provincias actuales por veguerías.
Tiene una extensión de 1746 km² y una población de 517 499 habitantes.